# D Smack U Promotion
D Smack U Promotion je česká promotérská a bookingová agentura. V roce 1993 ji založil David Urban, který ji pojmenoval podle své diskžokejské přezdívky. Zpočátku se agentura zaměřovala především na pořádání koncertů skupin hrajících taneční elektronickou hudbu, později se její záběr rozšířil i na jiné hudební žánry.
Kromě pořádání koncertů se agentura věnuje též managementu a bookingu českých hudebních skupin. Do jejího portfolia patřily či patří skupiny Khoiba, Sunshine, Hypnotix, Southpaw nebo Skyline.
V nultých letech 21. století agentura pořádala Planet Festival (první ročník pod názvem Go Planet Roxy, druhý pod názvem Love Planet). Dramaturgicky se podílí na festivalech Rock For People a Grape.